# Сергий (Кудрявцев)

Епископ Сергий (Кудрявцев) с духовными чадами. Брянская область. Начало 1950-х годов.

Епископ Сергий (в миру Иван Платонович Кудрявцев; 1892, село Чунаки, Петровский уезд, Саратовская губерния — 16 апреля 1955, посёлок Потьма, Мордовская АССР) — иосифлянский епископ Краснохолмский, викарий Тверской епархии.

## Биография
Родился в 1892 году в селе Чунаки Петровского уезда Саратовской губернии (ныне Малосердобинского района Пензенской области) в крестьянской семье. Окончил четыре класса церковно-приходской школы. В 1906 году окончил один класс духовной школы в Пензе и стал послушником монастыря, через три года пострижен в мантию с именем Сергий.
В 1909 году — выехал в село Чунаки, где занимался сельским хозяйством.
В 1919 году — окончил краткосрочные богословские курсы при Воскресенском монастыре в Пензе, где был посвящён в иеромонаха.
Служил священником в Шишкееве под Саранском, но вскоре вернулся в село Чунаки.
В 1922 году — незадолго до своей смерти епископ Борис (Лентовский) благословил на пост архимандрита, но настоятелем монастыря не стал.
В 1922 (по другим данным в 1923) году — посвящён в епископа, но грамоту и митру не получил. С 1923 — служил в селе Никольское-Тугузка, с 1924 года — в селе Засечная Слобода Пензенской области.
Отделился от заместителя патриаршего местоблюстителя митрополита Сергия (Страгородского) после издания им «декларации» в 1927 году. Примкнул к иосифлянам. Занимал резко антисергианскую позицию.
В 1927 году выехал в село Чунаки. С осени 1929 года — проживал в селе Чунаки. В конце 1929 года арестован «за антисоветскую агитацию против колхозов». Бежал из-под ареста, тайно выехал во Фрунзе.
В марте 1930 года арестован «за антисоветскую деятельность» и вывезен для следствия в Аткарск Саратовской области.
9 августа 1930 года приговорен к 10 годам ИТЛ. Отправлен в пересыльный пункт в Петровске Саратовской области, где скрылся. Проживал в Саратовской области у знакомых на нелегальном положении. В 1932 году проживал в Шумерле по чужому паспорту.
Осенью 1945 года после массовых арестов выехал в Хвалынск, через четыре месяца переехал в Кременчуг. В 1948 году переехал в Новозыбков, позднее — в Клинцы Брянской области.
Возможно, в 1950-х годах принял схиму с именем Михаил.
19 декабря 1952 года — арестован как «настоятель подпольного монастыря». 13 апреля 1953 года — приговорён к 25 годам ИТЛ с конфискацией имущества по обвинению в создании «антисоветской организации последователей  Истинно-Православной Церкви». 29 июля прибыл в Дубравлаг. Находился в Дубровлаге в 1955 году вместе со своим учеником архимандритом Антонием (Первовым).
В апреле 1954 года обратился с жалобой в Президиум Верховного Совета, в ноябре — к Генеральному прокурору и к Хрущёву.
По данным митрополита Мануила (Лемешевского) перед кончиной покаялся в своих «враждебных взглядах» на Патриарха и Патриаршую Церковь. По воспоминаниям архимандрита Антония (Первова) — был отравлен сотрудниками лагеря за непримиримую позицию в отношении советской власти и официальной церкви.
16 апреля 1955 года скончался от «сердечной болезни» в лагере в Потьме (Мордовия). Там же и погребён. 26 августа 1955 года наказание снижено до 10 лет ИТЛ.